# Trichocneorane
Trichocneorane is een geslacht van kevers uit de familie bladkevers (Chrysomelidae).
De wetenschappelijke naam van het geslacht werd in 1932 gepubliceerd door Laboissiere.

## Soorten
- Trichocneorane linteata (Degeer, 1778)
- Trichocneorane opima (Dejean, 1837)
- Trichocneorane trilineata (Fabricius, 1787)